# (23516) 1992 RK2
A (23516) 1992 RK2 a Naprendszer kisbolygóövében található aszteroida. Eric Walter Elst fedezte fel 1992. szeptember 2-án.